# ولادیمیر دژوروف
ولادیمیر دژوروف (به انگلیسی: Vladimir Dezhurov) فضانورد اهل کشور روسیه است که در ۳۰ ژوئیهٔ ۱۹۶۲ در یاواس زاده شد. وی در مأموریت سایوز تی‌ام-۲۱، میر ئی‌او-۱۸، اس‌تی‌اس-۷۱، اس‌تی‌اس-۱۰۵، اکسپدییشن ۳، اس‌تی‌اس-۱۰۸ حضور داشته است.